# Bomarea amilcariana
Bomarea amilcariana là một loài thực vật có hoa trong họ Alstroemeriaceae. Loài này được Stergios & Dorr mô tả khoa học đầu tiên năm 2003.